# Terror Vermelho (Hungria)

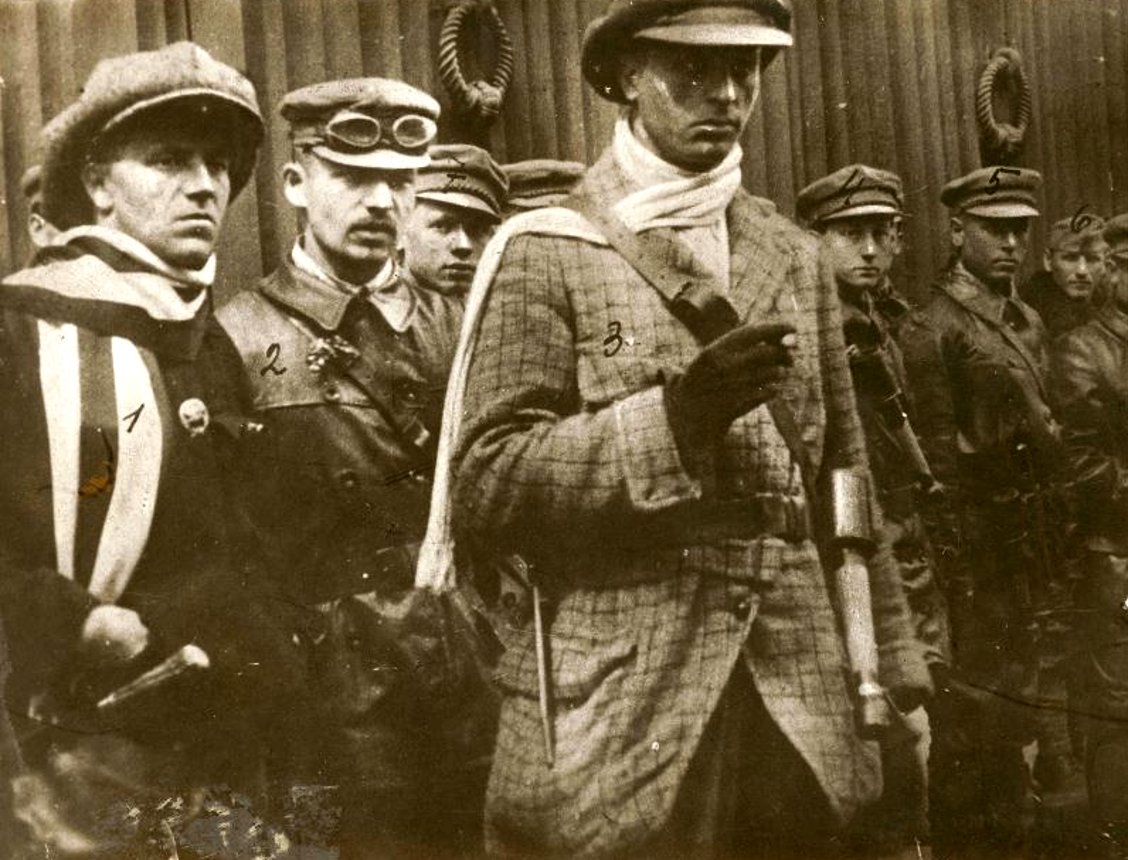
József Cserny com membros dos "Lenin Boys"

O Terror Vermelho na Hungria foi um período de repressão e repressão política em 1919 durante o período de quatro meses da República Soviética Húngara. O partido comunista e a política comunista tiveram um apoio popular considerável entre as massas proletárias nos grandes centros industriais, especialmente em Budapeste, onde a classe trabalhadora representava uma proporção maior de habitantes. No interior da Hungria, a autoridade governamental muitas vezes não existia, servindo como um ponto de partida para uma insurgência anticomunista. O novo governo seguiu a solução soviética: o partido estabeleceu seus grupos terroristas revolucionários (como os infames "Lenin Boys") para "superar os obstáculos" da revolução operária. Seu nome se refere ao Terror Vermelho da Rússia Soviética. Foi logo seguido pelo Terror Branco.

## História
Em março de 1919, o Partido Comunista Húngaro, em aliança com o Partido Social-Democrata Húngaro, ganhou o controle do governo húngaro depois que o presidente Mihály Károlyi se afastou. Logo depois, um golpe do Partido Comunista na Hungria, liderado por Béla Kun, estabeleceu a República Soviética Húngara.
Tibor Szamuely escreveu nas páginas do Vörös Újság (Notícias vermelhas): "Por toda parte os contra-revolucionários correm e se pavoneiam; acertem-nos! Acertem onde os encontrarem! Se os contra-revolucionários vencerem, por uma única hora, não haverá misericórdia para nada de proletários. Antes de acabar com a revolução, sufoque-os com seu próprio sangue!". Com o seu apoio, József Cserny organizou um grupo de cerca de 200 indivíduos conhecidos como "Lenin Boys" (Lenin-fiúk), cuja intenção era descobrir atividades "contra-revolucionárias" no interior da Hungria. Grupos semelhantes operaram em Budapeste.
Dois meses após assumir o poder, o governo tentou restaurar a Hungria aos limites anteriores à Primeira Guerra Mundial, primeiro recapturando partes da atual Eslováquia e, em seguida, tentando recapturar a Transilvânia da Romênia. Essas tentativas fracassadas de reconquista, assim como a ineficácia do governo durante o período da guerra, reduziram o apoio popular ao Partido Comunista e, em 24 de junho, o Partido Social-democrata tentou um golpe para tomar o controle do governo. A tentativa de golpe falhou e, como resultado, uma série de prisões e saques ocorreram em retaliação contra os social-democratas.
Os tribunais revolucionários executados entre 370 e 587 dos que estão sob custódia; outros colocaram o número em 590. A República Soviética Húngara terminou na primeira semana de agosto de 1919, quando as forças romenas invadiram Budapeste. Kun foi para o exílio na Rússia; Szamuely fugiu para a Áustria, mas foi capturado e morto lá. József Cserny foi preso e julgado em novembro de 1919; a Ordem dos Advogados da Hungria recusou-se a defendê-lo no julgamento, por isso um advogado foi nomeado pelo tribunal. Ele foi executado em dezembro.
Como era comum na turbulência política do século XX, o Terror Vermelho foi recebido com uma onda de retaliação assim que os líderes do Partido Comunista fugiram. Esses ataques aos esquerdistas, aos revolucionários remanescentes e aos judeus são conhecidos como o "Terror Branco"